# ACF Fiorentina (női csapat)
Az ACF Fiorentina egy olasz sportegyesület, amelynek van női labdarúgó szakosztálya is, amely az olasz női első osztályban szerepel.

## Klubtörténet
2015-ben megvásárolták az ACF Firenze indulási jogait, így az élvonalban kezdhették meg első szezonjukat. A klub első elnöke Sandro Mencucci lett. Az ACF Fiorentina korábbi ifjúsági részlegének vezetője, Vincenzo Vergine lett az ügyvezető igazgató. Első szezonjukban a 3. helyen végeztek, egy ponttal lemaradva az AGSM Verona mögött és a Bajnokok Ligája indulásról. A 2016–17-es szezont megnyerték és Tatiana Bonetti második legeredményesebb játékos lett. A Brescia ellen 1–0-ra az olasz kupát is elhódították. A következő évben megvédték a kupában a címüket. A 2017–2018-as szezonban először vettek részt a női Bajnokok Ligájában, ahol a nyolcaddöntőben a német VfL Wolfsburg csapata ellen maradtak alul. A 2018-as labdarúgó-szuperkupát a Juventus ellen megnyerték.
 A kupában viszont a döntőben kikaptak.
2019. június 6-án Rocco Commisso olasz-amerikai vállalkozó megvásárolta a klubot a férfi csapattal együtt. 2020. július 13-án az SSD Fiorentina Women's Football Club is a klub tulajdonába került.

## Sikerlista
- Serie A
  - Bajnok: 2016–17
- Olasz kupa
  - Győztes: 2016–17, 2017–18
- Olasz szuperkupa
  - Győztes: 2018

## Nemzetközi kupaszereplések

### UEFA Női Bajnokok Ligája
| Szezon  | Bajnokság                | Forduló         | Csapat           | Otthon | Idegenben | Össz. |
| ------- | ------------------------ | --------------- | ---------------- | ------ | --------- | ----- |
| 2017–18 | UEFA Női Bajnokok Ligája | Tizenhatoddöntő | Fortuna Hjørring | 2–1    | 0–0       | 2–1   |
| 2017–18 | UEFA Női Bajnokok Ligája | Nyolcaddöntő    | VfL Wolfsburg    | 0–4    | 3–3       | 3–7   |
| 2018–19 | UEFA Női Bajnokok Ligája | Tizenhatoddöntő | Fortuna Hjørring | 2–0    | 2–0       | 4–0   |
| 2018–19 | UEFA Női Bajnokok Ligája | Nyolcaddöntő    | Chelsea          | 0–1    | 0–6       | 0–7   |

## Játékoskeret
2023. január 26-tól
| #  |     | Poszt | Név                  |
| -- | --- | ----- | -------------------- |
| 1  | ITA | K     | Katja Schroffenegger |
| 24 | ITA | K     | Rachele Baldi        |
| 55 | ITA | K     | Federica Russo       |
| 3  | ITA | V     | Martina Zanoli       |
| 4  | USA | V     | Jazmin Jackmon       |
| 5  | ITA | V     | Alice Tortelli       |
| 6  | GER | V     | Stephanie Breitner   |
| 7  | ITA | V     | Federica Cafferata   |
| 16 | SVN | V     | Kaja Eržen           |
| 27 | ITA | V     | Linda Tucceri Cimini |
| 33 | ITA | V     | Francesca Vitale     |
| 34 | FRA | V     | Laura Agard          |
| 8  | ITA | KP    | Alice Parisi         |

| #  |     | Poszt | Név                                          |
| -- | --- | ----- | -------------------------------------------- |
| 21 | ITA | KP    | Emma Severini                                |
| 23 | FRA | KP    | Sarah Huchet                                 |
| 87 | ESP | KP    | Verónica Boquete                             |
| 88 | ISL | KP    | Alexandra Jóhannsdóttir                      |
| 91 | FRA | KP    | Annahita Zamanian (kölcsönben a Juventustól) |
| 2  | USA | CS    | Jenna Menta                                  |
| 10 | ITA | CS    | Michela Catena                               |
| 11 | HUN | CS    | Kaján Zsanett                                |
| 15 | SWE | CS    | Pauline Hammarlund                           |
| 17 | ITA | CS    | Margherita Monnecchi                         |
| 19 | ITA | CS    | Miriam Longo                                 |
| 20 | SRB | CS    | Milica Mijatović                             |
| 30 | ITA | CS    | Giulia Giacobbo                              |

### Kölcsönben
| # |     | Poszt | Név                                       |
| - | --- | ----- | ----------------------------------------- |
|   | ITA | KP    | Azzurra Corazzi (kölcsönben a Ternánánál) |

## Korábbi híres játékosok
| - Greta Adami - Sara Baldi - Elisa Bartoli - Tatiana Bonetti - Patrizia Caccamo - Marta Carissimi - Serena Ceci - Francesca Durante - Valentina Giacinti - Alia Guagni - Elena Linari - Marta Mascarello - Ilaria Mauro - Giorgia Motta - Adriana Musumeci | - Isotta Nocchi - Giulia Orlandi - Patrizia Panico - Martina Piemonte - Michela Rodella - Daniela Sabatino - Deborah Salvatori Rinaldi - Sabrina Tasselli - Elisabetta Tona - Valery Vigilucci - Danila Zazzera - Lisa De Vanna - Heleen Jaques - Davina Philtjens - Janni Arnth | - Frederikke Thøgersen - Sofia Koggouli - Tessel Middag - Louise Quinn - Szőcs Réka - Malin Skulstad Sunde - Cláudia Neto - Lana Clelland - Paloma Lázaro - Gaëlle Thalmann - Ronja Aronsson - Antonia Göransson - Karin Lundin - Stéphanie Öhrström - Darja Kravec |